# Cubitostrea digitalina
Espèce
Synonymes
- Ostrea digitalina (Eichwald, 1830)[1]
- Ostrea digitata (Eichwald, 1830) (préféré par BioLib)[1]

Cubitostrea digitalina est une espèce éteinte d’huîtres. Ses fossiles ont été découverts un peu partout dans le monde dans des sédiments datés entre le Crétacé supérieur et le Miocène.

Valve droite